# Miloš Šobajić
Miloš Šobajić (en serbe Милош Шобајић, aussi Milos Sobaïc), né le 23 décembre 1945 à Belgrade et mort le 24 avril 2021 dans la même ville, est un peintre et sculpteur yougoslave puis serbe d'origine monténégrine. 
Après avoir suivi sa formation à l'université des arts de Belgrade entre 1965 et 1970, il s'est établi à Paris en 1972.
Plusieurs écrivains lui ont consacré des monographies, dont Alain Jouffroy, Peter Handke, Edward Luci-Smith. Le compositeur René-Louis Baron a réalisé un film musical sur ses œuvres.
Miloš Šobajić est le doyen de l'université Megatrend de Belgrade depuis 2005. Il est également professeur agrégé de peinture à l'Académie Luxun des Beaux-Arts (en) de Shenyang. Il expose dans de nombreux pays : France, Suisse, Allemagne, Chine, Grèce, Russie, Slovaquie, Roumanie, Montenegro, Serbie...